# Гамово (Пермский край)
Гамо́во — село в Пермском районе Пермского края России. Административный центр Гамовского сельского поселения.

## Географическое положение
Село расположено в 18 км к юго-западу от Перми, на реке Малая, левом притоке реки Пыж, впадающей в реку Верхняя Мулянка (левый приток Камы).

## История
Гамово упоминается в письменных источниках с 1647 г. Первоначально носило название деревни «на Дуброве Корчановых». С 1719 г. обрело современное название. В кратком словаре Е. Н. Шумилова говорится, что «Гамово» образовано от русского слова «гам», так в старину называли шумного человека. В 1899 году здесь была построена деревянная Спасо-Преображенская церковь (ныне действует, является памятником истории), и деревня стала селом.

## Инфраструктура
В 1960-х гг. в Гамово находился детский дом. До 1990-х гг. действовал лечебно-трудовой профилакторий.
Работает сельскохозяйственное предприятие — ФГУДП «Гамово», производственный участок водоканала Пермского района, производственный участок МУЖЭП «Центральное», АТС, отделение почтовой связи.
В селе функционирует амбулатория, аптеки, Гамовская средняя общеобразовательная школа, детская школа искусств и три детских сада, библиотека. Также действует ветеринарная клиника.
В окрестностях Гамово расположены санаторий-профилакторий «Заря», спортивно-оздоровительный комплекс «Юбилейный», горнолыжная база «Иван-гора».
Автобусное сообщение с городом Пермь.

## Население
- 1792 г. — 22 двора и 133 жителя
- 1915 г. — вместе с тремя деревнями проживало чуть более 1000 человек
- 1979 г. — 658 дворов и 2271 житель

| 2002 | 2010  | 2021  |
| ---- | ----- | ----- |
| 4473 | ↗5464 | ↗7118 |